# Schlacht von Kopidnadon
Frühe Schlachten
Mu'ta – Tabūk – Dathin – Firaz
Arabische Eroberung der Levante
Qartin – Bosra – Adschnadain – Mardsch ar-Rahit – Fahl – Damaskus – Mardsch ad-Dibadsch – Emesa – Jarmuk – Jerusalem – Hazir – Aleppo
Arabische Eroberung Ägyptens 
Heliopolis – Alexandria – Nikiou
Umayyadische Eroberung Nordafrikas
Sufetula – Vescera – Karthago
Umayyadidische Invasion Anatoliens
 und Konstantinopels
Eiserne Brücke – Germanikeia – 1. Konstantinopel – Sebastopolis – Tyana – 2. Konstantinopel – Nikäa – Akroinon
Arabisch-byzantinischer Grenzkrieg
Kamacha – Kopidnadon – Krasos – Anzen und Amorion – Mauropotamos – Lalakaon – Bathys Ryax
Sizilien und Süditalien
1. Syrakus – 2. Syrakus – Feldzüge des Maniakes
Byzantinischer Gegenschlag
Marasch – Raban – Andrassos – Feldzüge des Nikephoros Phokas – Feldzüge des Johannes Tzimiskes – Orontes – Feldzüge Basileios’ II. – Azaz
Seeoperationen
Phoinix – Muslimische Eroberung Kretas – Thasos – Damiette – Thessalonike – Byzantinische Rückeroberung Kretas
Die Schlacht von Kopidnadon oder Kopidnados wurde im September 788 zwischen den Armeen des Abbasiden-Kalifats und des Byzantinischen Reichs ausgetragen. Zuvor hatte die abbasidische Armee einen Feldzug in das byzantinische Kleinasien begonnen, wo sie von einer byzantinischen Armee bei Kopidnadon gestellt wurde. Die abbasidische Armee trug den Sieg davon. Unter den byzantinischen Opfern der Schlacht war ein gewisser Diogenis, der von einigen Wissenschaftlern als die historische Vorlage für den fiktiven Helden Digenis Akritas angesehen wird.

## Hintergrund
Seit dem Scheitern des letzten arabischen Versuchs zur Einnahme der byzantinischen Hauptstadt Konstantinopel hatten abbasidische Armeen auf fast jährlicher Basis Raubzüge ins byzantinische Kleinasien unternommen. Im Jahr 782 endete ein größerer Kriegszug, der vom abbasidischen Erben Hārūn ar-Raschīd (regierte 786–809) angeführt wurde, in einem demütigen Frieden für Byzanz, das sich gezwungen sah im Austausch für einen jährlichen Tribut von 160.000 Gold-Nomismata um Frieden zu bitten. Im Jahr 785 entschloss sich die kaiserliche Regentin von Byzanz, Irene, die Tributzahlungen einzustellen, und der Krieg begann erneut. Die Araber plünderten das Thema Armeniakon, doch 786 vergalten die Byzantiner dies mit der Zerstörung der kilikischen Grenzfestung Hadath, das die Abbasiden in den vergangenen fünf Jahren zu einer Basis für ihre Raubzüge ausgebaut hatten.

## Schlacht
Nach der Thronbesteigung Harun al-Raschids im Jahr 786 waren die Raubzüge der nächsten beiden Jahre von kleinerem Ausmaß; der erste große Angriff erfolgte 788, als ein größeres Expeditionsheer die Kilikische Pforte hinein in das Thema Anatolikon durchschritt. Obwohl der Raubzug in arabischen Quellen nicht erwähnt wird deutet seine Erwähnung durch Theophanes auf einen größeren Feldzug hin, gegen den die beiden größten Themen-Heere des byzantinischen Reiches, das von Anatolikon und das von Opsikion, aufgeboten wurden.
Der Ort der Schlacht wird von Theophanes „Kopidnadon“ genannt, der Ort ist sonst nirgends belegt. Heutige Wissenschaftler, einsetzend mit Henri Grégoire im Jahr 1932, setzen ihn mit dem Ort Podandos am westlichen Ausgang der Kilikischen Pforte gleich. Dem kurzen Bericht des Theophanes zufolge endete die Schlacht in einer blutigen Niederlage für die Byzantiner, die viele Soldaten und Offiziere verloren, inklusive des Tagma der Scholai. Theophanes stellt auch den Verlust des fähigen Offiziers Diogenis heraus, eines Tourmarches des anatolischen Themas.

## Folgen
Die unmittelbaren Folgen der Schlacht für die Byzantiner scheinen verkraftbar gewesen zu sein; sie hatten viele Soldaten verloren, aber der Schaden in der Provinz scheint sich in Grenzen gehalten zu haben. In materieller Hinsicht gibt es nicht viel, das die Folgen von Kopidnadon von denen eines „typischen“ arabischen Raubzugs unterscheidet. Die Schlacht markiert aber die Wiederaufnahme des permanenten Grenzkriegs nach der relativ ruhigen Phase nach 782. Der Konflikt setzte sich unvermindert bis zu Haruns Tod 809 und dem beginnenden abbasidischen Bürgerkrieg fort.
Die vielleicht langlebigste Konsequenz der Schlacht war der Tod des Tourmarches Diogenis: Durch das ungewöhnliche Herausstellen seiner Person durch Theophanes folgert Henri Grégoire, dass dieser der Archetyp für den späteren legendären Helden Digenis Akritas sein könnte.